# 엘라하
엘라하(고대 아일랜드어: Elatha, 아일랜드어: Ealadha)는 아일랜드 신화에 나오는 포모르의 군주이다.
엘라하는 금발을 기른 미남자로 묘사된다. 달바흐의 아들이며 투어허 데 다넌의 에리와의 사이에 브레스를 낳았다. 엘라하는 은으로 만든 배를 타고 바다를 건너 에리를 찾아와 아이를 갖게 했는데, 이때 금발의 젊은 청년의 모습을 하고 금으로 만든 옷을 입고 금으로 만든 토크 다섯 개를 끼고 있었다고 한다. 
제2차 티러이 벌판 전투 당시 다그다의 수금 우어너를 포모르인들이 훔쳐 갔는데, 이때 엘라하가 우어너를 맡고 있었다.
엘라하는 브레스의 아버지로 포모르라는 것이 통설이지만, 에흐누(루의 어머니)와의 사이에 다그다, 오그마를 낳았다고도 한다. 에흐누는 포모르 여자이기에 이 말이 맞다면 다그다와 오그마는 순혈 포모르가 된다. 이것은 매우 혼란스럽다. 어쩌면 포모르와 투어허 데 다넌 사이의 분쟁은 구세대의 신들이 신세대의 신들로 교체되는 과정일 수도 있다.